# Vicente Álvarez Areces
Vicente Alberto Álvarez Areces (Gijón, 4 de agosto de 1943-Gijón, 17 de enero de 2019) fue un político y matemático español. Fue alcalde de Gijón entre 1987 y 1999, presidente del Principado de Asturias entre el 20 de julio de 1999 y el 15 de julio de 2011 y senador electo por su comunidad hasta su fallecimiento. Entre octubre de 2016 y junio de 2017 se desempeñó como portavoz del Grupo Socialista en el Senado, a propuesta de la Comisión Gestora. Desde esa fecha desempeñó su trabajo como senador. 
Vicente Álvarez Areces, también conocido como Tini Areces, estaba casado con Soledad Saavedra y tuvo dos hijos. Falleció en su domicilio a los 75 años de un infarto.

## Biografía

### Inicios
Nació y creció en el barrio de La Arena de Gijón, Asturias. Su padre, Vicente Álvarez Aneas, era guardia civil y su madre, Nieves Areces Vázquez, maestra del actual Colegio Público Los Campos, lugar donde cursó primaria Álvarez Areces. Jugó al fútbol en el Unión Club Ceares.
En 1962 ingresó en el Partido Comunista de España. Tras terminar en 1964 sus estudios como perito industrial, en la rama eléctrica, en la Escuela de Peritos de Gijón, trabajó como profesor de Topografía y Construcción en dicha Escuela, y al año siguiente comenzó a estudiar el primer curso de Matemáticas en la Universidad de Oviedo, continuando el resto de la carrera en la Universidad de Santiago de Compostela. Entre 1968 y 1971 fue profesor del Colegio "Luis Vives" de Puentedeume (La Coruña). Simultaneó las clases en dicho centro educativo con los estudios de la licenciatura de Matemáticas por libre, debido a las sanciones impuestas por sus actividades sindicales. Como Delegado de Matemáticas en la Universidad de Santiago de Compostela participó activamente en las movilizaciones estudiantiles de 1968. Fue multado y arrestado en al menos dos ocasiones. Se licenció en Ciencias Exactas en 1973. En este periodo en Galicia conoció a su primera mujer, Isabel Rodríguez, con la que tuvo su primogénito, Manuel Carlos Álvarez-Areces.
Como miembro del Comité Central del PCE entre 1970 y 1978, organizó y presidió la I Conferencia Regional del PCE de Asturias, siendo secretario general de dicha formación. Horacio Fernández Inguanzo lo relevó en la secretaría política en la II Conferencia Regional. Tras las primeras elecciones generales democráticas de 1977 adoptó una postura crítica con la dirección, que se fue agravando con el tiempo, hasta que abandonó el partido tras la III Conferencia Regional (Perlora, 1978), junto a otros 112 delegados, por haber reivindicado una mayor democratización y modernización interna.
A finales de los setenta obtiene con éxito las oposiciones de profesor de enseñanzas medias de matemáticas, con destino en el Instituto Doña Jimena de Gijón y en 1981 de Profesor Agregado de Estadística de la Escuela Universitaria de Estudios Empresariales "Jovellanos" de Gijón, perteneciente a la Universidad de Oviedo.
Abandona la docencia en febrero de 1983 al ser nombrado Director Provincial del Ministerio de Educación y Ciencia en Asturias por el Gobierno que preside Felipe González (PSOE). En 1985 es ascendido a Jefe del Servicio de Inspección Técnica de Educación en el Ministerio de Educación y Ciencia, en Madrid, en el equipo del entonces Ministro de Educación José María Maravall, con categoría de Subdirector General, hasta 1987, cuando comienza una nueva etapa de su carrera política en Asturias.

### Alcalde de Gijón (1987-1999)
En marzo de 1987, desvinculado ya del PCE, el PSOE le ofrece presentarse a un proceso de primarias contra el entonces alcalde de Gijón José Manuel Palacio. Ganaría dichas elecciones, celebradas en la Universidad Laboral, con un margen de 18 votos sobre 828 emitidos. Relata el periodista Xuan Cándano que dicha candidatura fue parte de una operación política planteada por varios jóvenes socialistas gijoneses. Estos, con Francisco Villaverde al frente, habrían afiliado poco antes del comicio a varios seguidores de Areces entre los que se encontraban antiguos camaradas del Partido comunista. En las elecciones municipales de junio de 1987, encabeza la candidatura del PSOE al Ayuntamiento de Gijón, resultando ganador e investido alcalde. Repite candidatura y triunfo en las elecciones de 1991 y 1995. Abandona la alcaldía en 1999, dejándole el cargo a su compañera Paz Fernández Felgueroso.

#### Actuaciones en Gijón
Desde el 20 de junio de 1987 hasta el 3 de julio de 1999 Areces se hace cargo de una ciudad en plena desindustrialización y con la necesidad de reinventar su economía; basada en el sector naval y siderúrgico. Durante sus mandatados se expropia y reforma el Teatro Jovellanos y se inaugura la Biblioteca Jovellanos, el Palacio de Deportes de La Guía, el Archivo Municipal en la reconstruida Torre del Reloj, la Pescadería Municipal y el Museo de las Termas Romanas. También se reforma espacios urbanos como el paseo de Begoña (donde estaba su domicilio y despacho), el paseo marítimo de la playa de San Lorenzo, la plaza Europa, El Humedal, los jardines del Náutico, el Puerto Deportivo o la plaza de toros de El Bibio. Se construye la playa de Poniente, la playa del Arbeyal, el museo de Ferrocarril, el parque de Zarracina, el parque de la Providencia y los barrios de Moreda, Montevil y Viesques. Paralelamente se pone en marcha La Semana Negra, certamen al que era asiduo. Así mismo, se instala por recomendación suya el Elogio del Horizonte en el cerro de Santa Catalina, recibiendo un puñetazo en el acto de inauguración en 1990.
Se casó en 1988 con su segunda mujer María Soledad Saavedra. Se conocieron en 1983, entre ellos había una diferencia de edad de doce años y tuvieron a un hijo: Alberto Areces.

### Presidente de Asturias  (1999-2011)

#### Primer mandato (1999-2003)
En 1998, con el Partido Popular gobernando el Principado de Asturias y sometido a una grave crisis de gobierno que acabó en la marcha de Sergio Marqués del PP, es designado candidato del PSOE a la presidencia del Principado de Asturias tras haber ganado las primarias. Para acceder al puesto tuvo que enfrentarse a la «vieja guardia» del socialismo asturiano, José Ángel Fernández Villa, líder del sindicato SOMA, aunque éste aceptaría su candidatura.
Concurre como cabeza de lista de la candidatura socialista en las elecciones autonómicas de junio de 1999 a la Junta General del Principado, por la circunscripción central. La candidatura resulta ganadora por mayoría absoluta y Areces es investido presidente del Principado de Asturias el 20 de julio.

#### Segundo mandato (2003-2007)
En las elecciones autonómicas de 2003 repite como cabeza de lista y revalida la victoria, esta vez sin mayoría absoluta. Fue investido de nuevo Presidente con el apoyo de los diputados de IU, con quien el PSOE había alcanzado un pacto de gobierno para la legislatura. Areces constituyó entonces un gobierno de coalición.

#### Tercer mandato (2007-2011)
Revalida su victoria en las elecciones de 2007, aunque el PSOE se queda esta vez únicamente un escaño por encima del PP. Areces inicia su tercera legislatura como Presidente con el único apoyo de su Grupo Parlamentario. Finalmente, en 2008, PSOE e IU alcanzan un nuevo pacto y forman un gobierno de coalición.

#### Actuaciones como Presidente

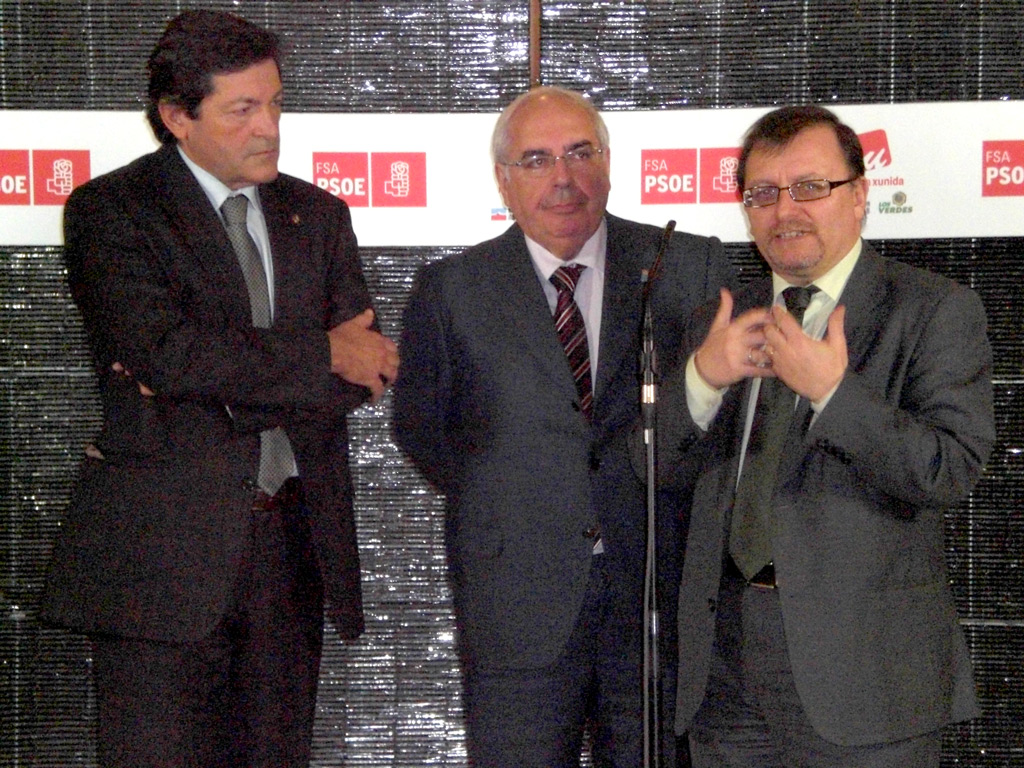
Vicente Álvarez Areces (centro) junto a Jesús Iglesias (derecha) y Javier Fernández (izquierda) durante la comisión de seguimiento del pacto de gobierno.

En los doce años al frente del Principado de Asturias se recibieron numerosos traspasos de competencias, principalmente en Educación, Sanidad y Justicia, entre otros, lo que permitió abordar desde Asturias proyectos muy importantes de la red educativa asturiana y de los distintos campus universitarios de Oviedo, Gijón y Mieres. En Justicia se crearon nuevos Palacios de Justicia en Villaviciosa y Gijón.
En sanidad, uno de los hitos más importantes ha sido la construcción del nuevo HUCA (2005-2014) tras polémicos retrasos y sobrecostes, y del Hospital Álvarez Buylla (2014) en Mieres. En el ámbito cultural se construye el Archivo Histórico Provincial en la antigua cárcel de Oviedo, y se amplia el Museo de Bellas Artes y el Museo Arqueológico Provincial, en esa misma ciudad. En Avilés se construye el Centro Oscar Niemeyer tras polémicas localistas sobre su ubicación, y en Gijón se recupera la antigua Universidad Laboral como 'Ciudad de la Cultura'. En otras zonas de Asturias se pone en marcha el Museo Jurásico de Colunga, el Centro de Interpretación de Tito Bustillo en Ribadesella o el Parador de Corias en Cangas de Narcea. Se impulsan diversas actuaciones de la Administración del Estado en Asturias en materia de comunicaciones terrestres y marítimas, como la autovía del Cantábrico y la ampliación del Musel, ambas obras muy polémicas por sus retrasos y altos sobrecostes. En materia de comunicaciones interiores de Asturias se ejecutó todo el Plan Autonómico de carreteras 2000-2010, de gran importancia.Destaca la construcción de las autovías autonómicas AS-I (2003) y AS-II (2007), así como la puesta en servicio parcial de la AS-III.
A consecuencia de estos cargos institucionales ha desempeñado labores representativas en la Caja de Ahorros de Asturias, Hidroeléctrica del Cantábrico, y en una importante pluralidad de organismos e instituciones públicas como el Comité de las Regiones europeo. Así mismo, fue diputado en la Junta General del Principado de Asturias entre el 13 de junio de 1999 y el 15 de junio de 2011 (legislaturas V, VI y VII).

### Senador (2011-2019)
El 8 de julio de 2010, anunció que no se presentaría a la reelección en las elecciones autonómicas que se celebraron en 2011, tras tres legislaturas al frente del Gobierno Autonómico. Su sucesor al frente del gobierno fue Francisco Álvarez-Cascos, de Foro.
Fue candidato a las elecciones generales del 20 de noviembre de 2011, X Legislatura, presentándose para el Senado de España por el PSOE en la circunscripción electoral de Asturias, obteniendo finalmente el escaño. En esa legislatura fue portavoz de la Comisión de Educación y Deporte, y ponente del Grupo Parlamentario Socialista en el debate sobre la LOMCE , manteniendo una posición crítica contra la misma. Asimismo, fue senador electo por Asturias, también por el PSOE, en las elecciones de diciembre de 2015 (XI Legislatura), y en las julio de 2016, ostentando la portavocía en distintas Comisiones parlamentarias y Ponencias de estudio. En la XII Legislatura fue Portavoz del Grupo Parlamentario Socialista en el Senado, desde el 19 de octubre de 2016 hasta el 20 de julio de 2017.
Falleció aún en el cargo, en su domicilio en Gijón el 17 de enero de 2019. La capilla ardiente tuvo lugar en el Palacio de la Junta General.

## Polémicas
Ante la potente emigración juvenil de Asturias durante la década de los años 1990 y 2000, Areces aseguró en 2005 lo siguiente: «El informe [sobre la empleabilidad de la Universidad de Oviedo] sirve para poner fin a la leyenda urbana sobre la emigración de nuestros universitarios». Calificar al fenómeno migratorio como leyenda urbana generó revuelo en la sociedad asturiana.
En 2009 el Tribunal Superior de Justicia de Asturias declaró nulo el nombramiento de 161 funcionarios designados por libre designación durante el gobierno de Areces, ratificado y denunciado posteriormente "el clientelismo de las tres legislaturas" por el Tribunal Supremo. Además el Partido Popular de Asturias utilizó frecuentemente el término "chiringuito" para referirse a las empresas públicas que proliferaron durante el gobierno socialista. Fue también polémico su enfrentamiento al equipo municipal de Oviedo, del PP, durante muchos años, el cual acusaba al presidente de llevar a cabo un "cerco a Oviedo", algo que Areces siempre negó. La gestión de los fondos para la reconversión de las cuencas mineras, los sobrecostes en la ampliación del puerto de El Musel, del Hospital Universitario y el caso de corrupción Caso Marea, fueron otros de los puntos polémicos de sus mandatos.

## Reconocimientos
- En 2019 recibió la Medalla de Oro del Principado de Asturias a título póstumo.[39]
- Desde julio de 2022 el paseo marítimo de la playa de Poniente, Gijón, lleva su nombre.[40]